# Piano, piano non t'agitare!
Piano, piano non t'agitare! (Don't Make Waves) è un film del 1967 diretto da Alexander Mackendrick, tratto dal romanzo Muscle Beach di Ira Wallach, con protagonisti Tony Curtis e Claudia Cardinale.

## Trama
La storia è incentrata su Charles Cofield e sul rapporto con una ragazza; essa prima lo rovinerà, facendogli poi trovare un nuovo lavoro nella zona di Malibù.

## Produzione
La pellicola è stata girata interamente in California, a ovest della contea di Los Angeles, tra Malibù e Palos Verdes Estates.